# Sara Sieppi
Sara Sieppi (Tornio, Finlandia) 3 de junio de 1991) es una presentadora de televisión finlandesa, personalidad de las redes sociales y Miss Finlandia de 2011.

## Carrera
Sara Sieppi, originaria de Tornio, Laponia, fue la primera finalista en el certamen de Miss Finlandia en 2011, pero se convirtió en Miss Finlandia después de que Pia Lamberg decidiera renunciar a su título. Desde entonces, Sieppi ha recibido mucha atención de los medios y ha ganado una considerable cantidad de seguidores en las redes sociales. Su relación con la personalidad de la televisión Roope Salminen fue ampliamente seguida en los medios finlandeses.
Sieppi ha presentado múltiples programas de televisión para el canal comercial finlandés Nelonen: Paratiisihotelli Suomi en 2015 y 2017, Ummikot ulkomailla en 2016 y Kiss Bang Love Suomi en 2016. [2] También ha aparecido con frecuencia en la versión finlandesa de Wheel of Fortune en TV5. Sieppi también ha participado en reality shows, como Celebrity Big Brother Finland 2013 y la versión finlandesa de la franquicia Survivor, Selviytyjät Suomi.

## Vida personal
Sieppi ha estado saliendo desde 2015 y vivió en cohabitación durante los años 2016-2018 con Roope Salminen en Helsinki. Se separaron en septiembre de 2018. Sieppi está saliendo con Pyry Soir, un futbolista que juega en la selección finlandesa.